# سابروسيتو
«سابروسيتو» (بالإنجليزية: Sabrosito)‏ هي الحلقة الرابعة للموسم الثالث من مسلسل إيه إم سي التلفزيوني الدرامي من الأفضل الاتصال بسول، المسلسل يُعتبر بادئة من مسلسل اختلال ضال. تم بث الحلقة في 1 مايو أبريل 2017 على قناة إيه إم سي بالولايات المتحدة. خارج الولايات المتحدة، تم عرض الحلقة لأول مرة على خدمة البث نتفليكس في عدة بلدان.

## الاستقبال

### التقييمات
عند بثها، تلقت الحلقة 1.56 مليون مشاهد أمريكي، ونسبة 18-49 من 0.6.

## وصلات خارجية
- «سابروسيتو» على إيه إم سي (بالإنجليزية)
- «سابروسيتو» على قاعدة بيانات الأفلام على الإنترنت (بالإنجليزية)